# Подлипье-1
Подлипье-1 — деревня в Карамышевской волости Псковского района Псковской области России.
Расположена на левом берегу реки Кебь, в 12 км к северо-западу от села Карамышево и в 21 км к востоку от центра города Пскова.
Численность населения деревни по состоянию на 2000 год составляла 7 человек.
До 1 января 2010 года деревня входила в состав ныне упразднённой Задорожской волости с центром в д.Лопатово.